# جياهو
جياهو (في اللغة الصينية: 賈湖؛ بينيين: Jiǎhú) كانت موقعًا لمستوطنة من العصر الحجري الحديث تقع في السهل المركزي للصين القديمة، بالقرب من النهر الأصفر. تقع بين السهول الفيضية لنهر نى إلى الشمال، ونهر شا إلى الجنوب، على بعد 22 كم /14 ميل/ شمال مدينة وويانغ الحديثة بمقاطعة هينان. يعتبر معظم علماء الآثار أن هذا الموقع هو أحد أقدم الأمثلة على ثقافة البيليغانغ. وقد استقر فيه منذ حوالي 7000 قبل الميلاد، ثم غمرته المياه وهُجر في حوالي 5700 قبل الميلاد. كانت المستوطنة محاطة بخندق مائي وتغطي مساحة كبيرة نسبيًا تبلغ مساحتها 55000 متر مربع (5.5 هكتار). وفي أحد الأوقات كان مجتمعًا معقدًا ومنظمًا للغاية في العصر الحجري الصيني الحديث، وموطنًا لما لا يقل عن 250 شخص وربما يصل إلى 800 شخص.
تشمل الاكتشافات المهمة لموقع جياهو الأثري: رموز جياهويّة، التي ربما كانت مثالًا مبكرًا للكتابة الأولية، المنحوتة في أصداف وعظام السلاحف، 33 مزمارًا جياهويًّا منحوتًا من عظام جناح لطائر الكركية، يعتقد أنه من أقدم الآلات الموسيقية في العالم، وأدلة على النبيذ المخمر من الأرز والعسل والأوراق الشوكية.
وتشير مجموعة متنوعة من التحف والأعمال الفنية الأخرى إلى مستوطنة متطورة نسبيًا في أوائل العصر الحجري الحديث بما في ذلك المساكن ومواقع الدفن وأفران الفخار ومجموعة من الأدوات المصنوعة من الحجر والأواني الفخارية وهيكل مركزي كبير يُعتقد أنه مساحة عمل جماعية. وحتى الآن، حُفر 45 مسكن في جياهو. معظمها صغير، ما بين 4-10أمتار. وكان معظمها شبه جوفي (محفور جزئيًا في الأرض) ذو غرفة واحدة، غير أن بعض هذه الغرف كان يحتوي على غرف إضافية بنيت في وقت لاحق. كما حُفرت خزانات القمامة وأقبية التخزين، وعُثر على تسعة أفران فخارية.

## اكتشاف الموقع والتنقيب عنه
اكتشف الموقع تشو تشي عام 1962، ولم يحدث التنقيب المكثف عنه حتى الثمانينيات. لم يُنقّب عن معظم الموقع بعد، على الرغم من تقدم العمل ببطء. كان التنقيب عن مواقع الدفن في جياهو وحُفر القمامة مثمرًا، مما أدى إلى توفير الأدلة حول حياة شعب جياهو. أجرى باحثون صينيون من معهد مقاطعة هينان الثقافة الدينية والآثار، بقيادة تشانغ جو تشونغ، الأستاذ بجامعة العلوم والتكنولوجيا الصينية، بحثًا أثريًا حول الموقع على مدار عقود.
أجرى فريق تشانغ حفريات وعمليات تنقيب لأجزاء من الموقع على سبع مراحل؛ استغرقت كل مرحلة من سنتين إلى ثلاث سنوات. استُكشف جزء كبير من موقع جياهو في المرحلتين الأوليتين من المشروع، بين عامي 1983 و1987. نشر تشانغ ومساعدوه نتائج المرحلتين الأولى والثانية بالتفصيل في مجلة أنتيكويتي (Antiquity).

## جياهو وبيليغانغ
يشير بعض علماء الآثار إلى الفروق الثقافية بين جياهو وبيليغانغ، وكذلك بالنسبة للمكان: جياهو معزولة، على بعد عدة كيلومترات جنوب بيليغانغ الأكبر والتي تضم أكثر من 100 موقع أثري في منطقة مُتراصّة إلى حد ما. كانت المسافة تمثل رحلة على الأقدام لعدة أيام في العصر الحجري الحديث. تشير مدرسة الفكر هذه إلى أن جياهو وبيليغانغ يمثلان ثقافتين متجاورتين منفصلتين تتفاعلان وتتقاسمان العديد من الخصائص. كانت مستوطنات العصر الحجري الحديث الأخرى في هذا الجزء من العالم أبعد بكثير باتجاه الجنوب والشرق.
قسم علماء الآثار جياهو إلى ثلاث مراحل متميزة. تتراوح المرحلة الأقدم بين 7000 و6600 قبل الميلاد. تتراوح المرحلة المتوسطة من 6600 إلى 6200 قبل الميلاد، وتتراوح المرحلة الأخيرة من 6200 إلى 5700 قبل الميلاد. تتوافق المرحلتان الأخيرتان مع ثقافة بيليغانغ، في حين أن المرحلة الأولى فريدة من نوعها بالنسبة لجياهو.
يثبت الفحص الدقيق للهياكل العظمية لأكثر من 400 فرد، أُزيلت من أكثر من 300 قبر، من قبل العديد من الفرق العلمية على مدار الثلاثين عامًا الماضية، أن جماعة جياهو العرقية كانت جزءًا من مجموعة المونغولويد في شمال آسيا، وكانت مرتبطة ارتباطًا وثيقًا بالجماعات الفرعية لمياوديغو وشياوانغانغ، التي كانت أيضًا من نسل قبائل الصيد والتجميع في مقاطعة هينان، والمجموعات الفرعية الداوينكو وشيشياهو ويديان التي وجدت لاحقا في مقاطعة شاندونغ.

## الزراعة والصيد وصيد الأسماك والبحث عن المؤونة
زرع سكان جياهو دخن ذيل الثعلب والرز. وفي حين أن زراعة الدخن شائعة في ثقافة بيليغانغ، فإن زراعة الأرز في جياهو فريدة من نوعها، ويميل إلى تأييد النظرية القائلة إنه كان لجياهو ثقافة منفصلة عن تجمع بيليغانغ. ومن ناحية أخرى، فإن الاختلاف في المناخ المحلي والرطوبة وظروف التربة قد يجعل زراعة الأرز في منطقة بيليغانغ أكثر صعوبة. زراعة أرز جياهو واحدة من أقدم الزراعات التي اكتُشفت، ووجدت أكثرها في الشمال في هذه المرحلة المبكرة من التاريخ. وكان الأرز نوعًا من الأرز الياباني قصير الحبة. وكان الباحثون قد اعتقدوا في السابق أن الأرز المزروع الأقدم ينتمي إلى سلالات إنديكا ذات الحبة الطويلة.
وهناك دليل وافر على زراعة الدخن في خطوط العرض المرتفعة والجافة في وادي النهر الأصفر، وتهيمن زراعة الارز على خطوط العرض الدافئة والمنخفضة الرطبة في وادي نهر اليانغتسي. ويقع موقع جياهو المبكر من العصر الحجري الحديث بالقرب من الحدود بين الشمال البارد الجاف والجنوب الدافئ الرطب. وفي دلالة أخرى على التقدم، انتقل مزارعو جياهو بعيدًا عن أساليب القطع والحرق المعتادة للمزارعين في العصر الحجري الحديث، وكانوا يستخدمون الزراعة المكثفة في حقول دائمة.
كما أن جياهو هي موقع أول اكتشاف لبذور فول الصويا البرية في الصين؛ حيث تم اكتشاف كمية كبيرة من بقايا فول الصويا في جياهو.
كان الطعام وفيرًا، من الزراعة إلى جانب الصيد والبحث، وساهم في النمو السكاني الكبير لهذه المستوطنة القديمة. وقد جمعت نساء قبائل جياهو الكمثرى البرية والمشمش، وبحثن عن الجوز والكستناء والفاصوليا الكبيرة والجذور والدرنات الصالحة للأكل في المناطق الريفية المحيطة. وهناك دليل على تربية الخنازير والكلاب والدواجن وأعداد صغيرة من الماشية. وقد استخدم شعب جياهو الفضلات من الخنازير والماشية كسماد مما زاد من إنتاج محاصيل الارز. وأنتجت الماشية اللحم والحليب والبيض. وكان هناك أيضًا دليل على صيد الغزلان والخنازير البريّة والأرانب، وصيد أسماك الشبوط والرنجة في الأنهار المجاورة إلى الشمال والجنوب، بواسطة شباك مصنوعة من ألياف القنب. تم اصطياد الكركي ذو التاج الأحمر، وهو طائر كبير من المنطقة، من أجل لحمه؛ كما استخدمت عظامه وريشه لأغراض أخرى.
بسبب هذا النظام الغذائي المتطور والمتنوع بشكل مستمر، فقد تحسنت تدريجيًا صحة وطول عمر سكان جياهو. وقد وُثّق هذا من خلال مقارنة الأدلة الأثرية. اكتُشف أكثر من 400 مدفن في جياهو، ويعتقد أن مئات الأخرى تنتظر التنقيب. قيست الهياكل العظمية وفُحصت بدقة وعناية، مما يكشف عن الطول والوزن والجنس والعمر التقريبي لكل من سكان جياهو في وقت وفاته، وكذلك الصحة العامة، وفي كثير من الحالات سبب الوفاة. تتوافق المراحل الثلاث لتاريخ جياهو مع الزيادة المطردة في أعداد الافراد متوسطي العمر وكبار السن، مما يشير إلى زيادة في نسب البقاء على قيد الحياة وتوقعات العيش، وعدد أقل من هياكل الأطفال والرضع، مما يشير إلى انخفاض معدل وفيات الأطفال والرضع. في المرحلة الثالثة، زاد متوسط طول الشخص البالغ بمقدار 0.8 بوصة (2 سم) وكانت العظام والأسنان في حالة أفضل بكثير.

## نهاية القرية: فيضان
استنادًا إلى الأدلة الأثرية، غمر فيضان شديد من الأنهار المجاورة معظم أو كل مستوطنة جياهو تحت أقدام قليلة من المياه في وقت ما حوالي 5700 قبل الميلاد. أُجلي السكان، وليس معروفًا إلى أين ذهبوا. وغياب الأدوات والأسلحة في معظم المساكن يشير إلى أنهم تمكّنوا من إنقاذ معظم ممتلكاتهم. ولعلهم بنوا قرية جديدة لم تُكتشف، أو هاجروا إلى قرى بيليغانغ أو تشتّتوا.
يتخيل تشانغ جوتشونغ أن قائدهم القبلي قادهم لبناء قرية جديدة بالقرب في الأراضي الأعلى، حتى يتمكنوا من إرسال فرق إنقاذ إلى موقع القرية القديمة. لم يُعثَر على موقع القرية الجديد. وقد يكون تدمير الهياكل القديمة لإنقاذ مواد بناء هياكل جديدة قد محى موقع القرية الجديدة إذا وجدت.